# Patrick De Wael
Pour les articles homonymes, voir De Waele.
Patrick De Wael (né le 11 avril 1966 à Saint-Nicolas,) est un coureur cycliste belge, actif dans les années 1980 et 1990.

## Biographie
En 1988, Patrick De Wael devient vice-champion de Belgique sur route chez les amateurs. Il passe ensuite professionnel en 1989 au sein de l'équipe Humo-TW-Bottecchia. Sous ses nouvelles couleurs, il remporte le prologue de la Schwanenbrau Cup. Il se classe également troisième du championnat de Belgique de poursuite sur piste. 
Lors de la saison 1990, il termine notamment deuxième d'une étape du Tour d'Armorique, avec la formation Histor-Sigma. Il poursuit sa carrière jusqu'en 1997 au sein des structures La William, Novemail, Espace Card-Credibel-SEFB, Vosschemie-Zetelhallen puis EC-Bayer Worringen. Durant cette période, il se distingue principalement dans des kermesses belges en obtenant sept victoires et diverses places d'honneur. Il finit par ailleurs huitième du Delta Profronde en 1995, ou encore sixième du Circuit franco-belge en 1996.

## Palmarès
- 1987
  - 2e du championnat de Belgique sur route militaires
- 1988
  - 2e du championnat de Belgique sur route amateurs
  - 2e du Tour du Hainaut occidental
  - 3e de la Coupe Egide Schoeters
- 1989
  - Prologue de la Schwanenbrau Cup
  - 3e du championnat de Belgique de poursuite
- 1992
  - Omloop van het Meetjesland
- 1993
  - 3e de l'Omloop van het Meetjesland
- 1994
  - 3e du Grand Prix du 1er mai
  - 3e du Grand Prix Beeckman-De Caluwé
  - 3e du Grand Prix Marcel Kint
- 1995
  - Omloop van de Westkust
- 1997
  - Tour de la Haute-Sambre